# Lars-Henrik Schmidt
Lars-Henrik Schmidt (født 27. august 1953 i Vejle, død 10. september 2021) var en dansk idéhistoriker og filosof. Han havde et omfattende forfatterskab, hvor omdrejningspunktet fra begyndelsen af firserne var udviklingen af det socialanalytiske perspektiv. Det “socialanalytiske kors” var den model, der blev udviklet som afsættet for hans studier og undervisning, sammen med Jens Erik Kristensen.

## Karriere

### Uddannelse
Lars-Henrik Schmidt blev student fra Vejle Gymnasium i 1973. Han uddannede sig til mag. art. et cand. mag. i idéhistorie ved Aarhus Universitet.

### Udmærkelser
Han blev i 1976 belønnet med Aarhus Universitets guldmedalje. I 1981 lic.phil. (Ph.D.) og  dr. phil. i 1988. Ridder af Dannebrogordenen 1998.

### Erhvervskarriere
Lars-Henrik Schmidt begyndte sin karriere som ekstern lektor i kultursociologi ved Københavns Universitet (1978). Han var scholar- kandidat- og seniorstipendiat ved Aarhus Universitet (1976-82). Han var herefter Lektor ved Institut for Idéhistorie, Aarhus Universitet (1982-87) og docent samme sted (fra 1987). Han forsvarede sin disputats i 1987 og blev som dr. phil udnævnt til forskningsleder ved Den Humanistiske Forskeruddannelse (1988-91). Centerleder ved Center for Kulturforskning, Aarhus Universitet (1993-96), forskningsprofessor samme sted (fra 1994). I 1996 blev han udnævnt til direktør for Danmarks Pædagogiske Institut (1996-2000).
Lars-Henrik Schmidt blev i 2000 udpeget til Rektor for det nyoprettede Danmarks Pædagogiske Universitet og tegnede grundskitsen til universitetets opbygning. DPU bestod fra begyndelsen af fem institutter: Institut for pædagogisk filosofi, Institut for pædagogisk sociologi, Institut for pædagogisk antropologi, Institut for pædagogisk psykologi samt Institut for curriculumforskning. Lars-Henrik Schmidt var rektor og professor i filosofi på DPU frem til 2006, hvor DPU blev lagt under Aarhus Universitet. Schmidt var derefter Dekan for Danmarks Pædagogiske Universitetsskole ved Aarhus Universitet fra 2006-07.
Schmidt blev i 2007 professor i pædagogik og filosofi ved Aarhus Universitet. Samme år blev han forskningsdirektør for Forskningscenter GNOSIS ved Aarhus Universitet (2007-2012). Centret blev nedlagt i 2012, hvorefter han i en periode var leder af Afdelingen for Pædagogisk Filosofi og Generel Pædagogik (2015-2017). Han var leder af SocialAnalytisk ForskningsEnhed (SAFE) (2016-2021). Schmidt har desuden været tilknyttet gæsteforsker ved Center for Psychoanalytic Studies, University of Essex (2013-2015).

### Udvalg og råd
Schmidt var medlem af Det Etiske Råd (1997-2001). Formand for Uddannelsesrådet for Film og Teater (1998-2001). Medlem af Videnskabsministeriets Udvalg for uddannelsesforskning, 2006-07. Medlem af Forskningsstyrelsens ”Arbejdsgruppe vedrørende forskningsetiske regler”, 2003. Formand for bestyrelsen for Skovskolen (Miljøministeriets højere læreanstalt) 1999. Medlem af bestyrelsen for Center for etik og ret fra 1993. Desuden medlem af fællesudvalget mellem fakultetsråd og fakultetsstudienævn; af publikations¬udvalget; af forsknings- og realokeringsudvalget, af stipendieudvalget og af overbygningsudvalget. Medlem af det humanistiske fakultetsråd 1984-90. Formand for det humanistiske fakultets videnskabsteoriudvalg 1982-85. Formand for det humanistiske fakultetsstudienævn 1982. Institutbestyrer, Idehistorisk institut 1979-81.

## Forfatterskab
Schmidts forfatterskab består ikke af skarpt adskilte faser. Ud over videnspolitik og socialanalytik beskæftigede Schmidt sig i sit tidlige forfatterskab tillige med socialisationskritik (Se Schmidt 1978). Han var særlig optaget af Karl Marx, Friedrich Nietzsche og Sigmund Freud. I Schmidts beskæftigelse med ’Den éducative diskursformation’s fødsel og transformation spillede Jean-Jacques Rousseaus forfatterskab en særlig rolle for ham.
I sin pædagogiske forskning og de bøger, den udvirkede, var han i særlig grad fokuseret på begrebet dannelse. Hans egen opvækst i et hjem med 9 børn var inspiration til hans interesse for relationerne mellem fællesskabet og individet, hvor han søgte at bygge bro mellem Rousseau og Nietzsche. Bredden i hans værker med referencer til ovennævnte filosoffer, samt en række andre nyere tænkere, fx Michel Foucault betød, at Schmidt var vanskelig at placere teoretisk og politisk. Hans betydning for den idehistoriske forskning i Danmark er beskrevet således:
"Tusindvis og atter tusindvis af pædagoger, lærere og social- og sundhedsprofessionelle har på konferencer, i interview, artikler og bøger stiftet bekendtskab med Schmidts analyser og diagnoser af omsorg, opdragelse, oplysning og dannelse, af forholdet mellem individ og stat, civilsamfund og marked."

## Udgivelser

### Egne værker
- Filosofikritisk Rekonstruktion – Om Althusser og kapitallogikken (København, Rhodos, 1977)
- Socialisationskritik og politisk praksis – indførende eksperimenter (København, Rhodos, 1978)
- Magtens fysik – efterfulgte eksperimenter (Aalborg, Nordisk Sommeruniversitet, 1979; 2.udgave: København, Danmarks Pædagogiske Institut, 2000)
- Kapitalisme, behov og civilisation 2 bind, i samarbejde med J. Carlsen, H.-J. Schanz og H.J. Thomsen (Århus, Modtryk, 1980)
- Magten og den sociale diskurs (Aalborg, Aalborg Universitetsforlag, 1981; 2. udgave: København, Danmarks Pædagogiske Institut, 2000)
- Kroppen i focus – et essay om sport (Slagelse, Bavnebanke, 1982; 2. udgave: København, Danmarks Pædagogiske Institut, 2000)
- Karl Marx og den moderne verden i samarbejde med J. Carlsen, H.-J. Schanz og H.J. Thomsen (København, Gyldendal, 1984)
- Vetandets politik (Stockholm, Symposions Bokförlag, 1986)
- Lys, luft og renlighed – den moderne socialhygiejnes fødsel i samarbejde med J.E. Kristensen (København, Akademisk Forlag, 1986; 2. udgave: 2004)
- Den sociale excorcisme eller den tabte umiddelbarhed – konstruktion af det sociale hos Rousseau og Nietzsche disputats (Århus, Modtryk, 1987)
  - Immediacy lost : construction of the social in Rousseau and Nietzsche (København, 1988).
- Viljen til orden (Århus, Modtryk, 1988)
  - Der Wille zur Ordnung oversættelse: Bengt Moss-Petersen (Århus, Aarhus Universitetsforlag, 1989)
- Tragik der Aufklärung – Nietzsches kritik der Metaphysik (Århus, Aarhus Universitetsforlag, 1989)
- Det sociale selv – invitation til socialanalytik (Århus, Aarhus Universitetsforlag, 1990; 2. udgave: København, Danmarks Pædagogiske Institut, 2000)
- Smagens analytik (Århus, Modtryk, 1991)
- Det socialanalytiske perspektiv – en rapport for alle (Århus, Aarhus Universitetsforlag, 1992; 2. udgave: København, Danmarks Pædagogiske Institut, 2000)
  - Perspective de l'Analytique de Socialite (in print)
- Libertinerens natur – Sade som anledning (Århus, Modtryk, 1994)
  - The libertines nature oversættelse: Stacey M. Cozart og Lotte Broe (København, Danmarks Pædagogiske Universitet, 2005)
- Diagnosis I – Filosoferende eksperimenter (København, Danmarks Pædagogiske Institut, 1999)
- Diagnosis II – Socialanalytiske fatninger (København, Danmarks Pædagogiske Institut,1999)
- Diagnosis III – Pædagogiske forhold (København, Danmarks Pædagogiske Institut,1999)
- Om respekten (København, Danmarks Pædagogiske Universitet, 2005)
- Om vreden (København, Danmarks Pædagogiske Universitet, 2006)
- Om Socialanalytikken (København, Forskningscenter GNOSIS, 2008)
- Learkomplekset (Århus Universitetsforlag, 2010)
  - "On respect" (Århus Universitetsforlag, 2011, ebog)
  - "Der Lear-Komplex" (U press, 2013, ebog)
  - "Jeux de mots, jeux sociaux - invitation au social" (U press, 2013, ebog)
- "Kostelige kvinder" (U press, 2013)

### Redaktion
- Materielstrukturernes indflydelse på de sociale relationer redigeret sammen med P.A. Sørensen og I.Jørgensen (Aalborg, Nordisk Sommeruniversitet, 1981)
- Turisme og rejseliv redigeret sammen med J.K. Jacobsen (Aalborg, Nordisk Sommeruniversitet, 1984)
- Foucaults blik redigeret sammen med J.E. Kristensen (Århus, Modtryk, 1985)
- Nietzsche – en tragisk filosof redigeret sammen med J.E. Kristensen og J.E. Andersen (Århus, Modtryk, 1985)
- Det videnskabelige perspektiv (Århus, Aarhus Universitetsforlag, 1992)
- Paul Ricoeur. In the conflict of interpretations (Århus, Aarhus Universitetsforlag, 1996)

### Oversættelser
- Friedrich Nietzsche: Historiens Nytte indledning og oversættelsesrevision s.m. Jens Erik Kristensen (København, 1994)
- Friedrich Nietzsche: Afgudernes ragnarok – eller hvordan man filosoferer med hammeren oversættelse, indledning og noter sammen med J.E. Kristensen (København, Gyldendal, 1993)